# Старая (Александровский район)
Старая — деревня в Александровском районе Владимирской области России, входит в состав Краснопламенского сельского поселения.

## География
Деревня расположена в 17 км на юго-запад от центра поселения посёлка Красное Пламя и в 22 км на северо-запад от города Александрова, в месте примыкания автодороги 17А-2 Колокша — Кольчугино — Александров — Верхние Дворики  к автомагистрали М-8 «Холмогоры».

## История
В конце XIX — начале XX века деревня входила в состав Тирибровской волости Александровского уезда. В 1859 году в деревне числилось 18 дворов, в 1905 году — 27 дворов, в 1926 году — 44 дворов.
С 1929 года деревня являлась центром Старовского сельсовета Александровского района, с 1941 года — в составе Успено-Мухановского сельсовета Струнинского района, с 1965 года — в составе Александровского района, с 1969 года — в составе Искровского сельсовета, с 2005 года — в составе Краснопламенского сельского поселения.

## Население
| 1859 | 1905 | 1926 | 2002 | 2010 | 2021 |
| ---- | ---- | ---- | ---- | ---- | ---- |
| 126  | ↗276 | ↘227 | ↘14  | ↘11  | →11  |